# MTV Europe Music Awards 2014
Les MTV Europe Music Awards 2014, dont il s'agit de la vingt et unième édition, se sont déroulés le 9 novembre 2014 au The SSE Hydro de Glasgow. La cérémonie a été présentée par Nicki Minaj.

## Awards internationaux
Les gagnants sont en gras.

### Meilleure chanson
- Ariana Grande (featuring  Iggy Azalea) — "Problem"
- Eminem (featuring  Rihanna) — "The Monster"
- Katy Perry (featuring  Juicy J) — "Dark Horse"
- Pharrell Williams — "Happy"
- Sam Smith — "Stay With Me"

### Meilleure artiste féminine
- Ariana Grande
- Beyoncé
- Katy Perry
- Nicki Minaj
- Taylor Swift
- - Avril Lavigne

### Meilleur artiste masculin
- Ed Sheeran
- Eminem
- Justin Bieber
- Justin Timberlake
- Pharrell Williams

### Meilleur concert
- Beyoncé
- Bruno Mars
- Justin Timberlake
- Katy Perry
- / One Direction

### Révélation 2013
- 5 Seconds of Summer
- Ariana Grande
- Charli XCX
- Kiesza
- Sam Smith

### Meilleur clip
- Iggy Azalea (featuring / Rita Ora) — "Black Widow"
- Katy Perry (featuring  Juicy J) — "Dark Horse"
- Kiesza — "Hideaway"
- Pharrell Williams — "Happy"
- Sia — "Chandelier"

### Meilleur artiste pop
- 5 Seconds of Summer
- Ariana Grande
- Katy Perry
- Miley Cyrus
- / One Direction

### Meilleur artiste rock
- Arctic Monkeys
- The Black Keys
- Coldplay
- Imagine Dragons
- Linkin Park

### Meilleur artiste alternatif
- Fall Out Boy
- Lana Del Rey
- Lorde
- Paramore
- Thirty Seconds to Mars

### Meilleur artiste hip-hop
- Drake
- Eminem
- Iggy Azalea
- Kanye West
- Nicki Minaj

### Meilleur artiste électro
- Afrojack
- Avicii
- Calvin Harris
- David Guetta
- Hardwell

### Meilleur look
- Iggy Azalea
- Katy Perry
- Nicki Minaj
- / Rita Ora
- Taylor Swift

### Meilleur artiste MTV PUSH
- 5 Seconds of Summer
- Ariana Grande
- Charli XCX
- Cris Cab
- John Newman
- Jungle
- Kid Ink
- Kiesza
- Lorde
- Sam Smith
- / Zedd

### Meilleur World Stage
- Afrojack
- B.o.B
- Ellie Goulding
- Enrique Iglesias
- Fall Out Boy
- Flo Rida
- Hardwell
- Imagine Dragons
- The Killers
- Kings of Leon
- Linkin Park
- Nicole Scherzinger
- Pharrell Williams
- Simple Plan

### Meilleur fan base
- 5 Seconds of Summer
- Ariana Grande
- Justin Bieber
- Nicki Minaj
- / One Direction

### Meilleure chanson véhiculant un message
- Alicia Keys — "We Are Here"
- Arcade Fire — "We Exist"
- Beyoncé — "Pretty Hurts"
- Hozier — "Take Me to Church"
- Meghan Trainor — "All About That Bass"

### Global Icon Award
- Ozzy Osbourne

## Awards régionaux

### Meilleur artiste UK & Ireland
- Calvin Harris
- Cheryl Cole
- Ed Sheeran
- Sam Smith
- One Direction

### Meilleur artiste danois
- Burhan G
- Christopher
- L.I.G.A
- Medina
- Sivas

### Meilleur artiste finlandais
- Isac Elliot
- Kasmir
- Nikke Ankara
- Robin
- Teflon Brothers

### Meilleur artiste norvégien
- Adelén
- Anders Nilsen
- Donkeyboy
- Martin Tungevaag
- Nico & Vinz

### Meilleur artiste suédois
- Anton Ewald
- Avicii
- The Fooo
- Icona Pop
- Tove Lo

### Meilleur artiste néerlandais
- Chef'Special
- Hardwell
- Kensington (en)
- Martin Garrix
- Mr. Probz

### Meilleur artiste italien
- Alessandra Amoroso
- Caparezza
- Club Dogo
- Emis Killa
- Giorgia

### Meilleur artiste allemand
- Cro
- Marteria
- Max Herre
- Milky Chance
- Revolverheld
- Sido

### Meilleur artiste belge
- Dimitri Vegas & Like Mike
- Netsky
- The Oddword
- Stromae
- Triggerfinger

### Meilleur artiste français
- Casseurs Flowters
- Christine and the Queens
- Indila
- Julien Doré
- Tal

### Meilleur artiste polonais
- Artur Rojek
- Dawid Kwiatkowski
- Grzegorz Hyży
- Jamal
- Mrozu

### Meilleur artiste espagnol
- Enrique Iglesias
- IZAL
- Leiva
- Sweet California
- Vinila Von Bismark

### Meilleur artiste russe
- Bianka
- Kasta
- Noize MC
- Nyusha
- Serebro

### Meilleur artiste roumain
- Andra
- Antonia Iacobescu
- Elena Gheorghe
- Maxim
- Smiley

### Meilleur artiste portugais
- Amor Electro
- David Carreira
- Diego Miranda
- HMB
- Richie Campbell

### Meilleur artiste Adriatiques
- Gramatik
- Punčke[1]
- Van Gogh
- Vatra
- Who See

### Meilleur artiste grec
- Elena Paparizou
- Demy
- Despina Vandi
- Kostas Martakis
- Thanos Petrelis

### Meilleur artiste israélien
- Eliad
- E-Z
- Dudu Tassa
- Ido B & Zooki
- Tripl featuring Meital de Razon

### Meilleur artiste suisse
- Bastian Baker
- DJ Antoine
- Mr.Da-Nos & the Product G&B
- Remady & Manu-L
- Sinplus

### Meilleur artiste africain
- Davido
- Diamond
- Goldfish
- Sauti Sol
- Toofan

### Meilleur artiste du Moyen Orient
- Cairokee
- Jana
- Mohammed Assaf
- Omar Basaad
- Saad Lamjarred

### Meilleur artiste indien
- Meet Bros Anjjan
- Pritam Chakraborty
- Vishal-Shekhar
- Yo Yo Honey Singh

### Meilleur artiste japonais
- Daichi Miura
- E-Girls
- Namie Amuro
- One Ok Rock
- Perfume

### Meilleur Coréen
- B.A.P
- Bangtan Boys
- Beast
- CNBLUE
- Kara

### Meilleur Chinois & Hong-Kong
- G.E.M.
- Moraynia Liu
- Wang Feng
- Jason Zhang
- Bibi Zhou

### Meilleur artiste de l'Asie du Sud-Est
- Agnez Mo
- Hồ Ngọc Hà
- Noah
- Sarah Geronimo
- Stefanie Sun
- Slot Machine
- Yuna

### Meilleur artiste taiwanais
- A Mei
- Hebe Tien
- Mayday
- Sodagreen
- Wilber Pan

### Meilleur artiste australien
- 5 Seconds of Summer
- Havana Brown
- Iggy Azalea
- Justice Crew
- Sia

### Meilleur artiste néo-zélandais
- Broods
- Ginny Blackmore
- Kimbra
- Lorde
- Stan Walker

### Meilleur artiste brésilien
- Anitta
- Marcelo D2
- MC Guimê
- Pitty
- Projota

### Meilleur artiste mexicain
- Camila
- CD9
- Dulce María
- Panda
- Zoé

### Meilleur artiste du Centre de l'Amérique latine
- Alkiados
- Don Tetto
- J Balvin
- Mirella Cesa
- Nicolás Mayorca

### Meilleur artiste du Sud de l'Amérique latine
- Babasónicos
- Banda de Turistas
- Maxi Trusso
- Miranda!
- Tan Biónica

### Meilleur artiste États-Unis
- Beyoncé
- Eminem
- Fifth Harmony
- Katy Perry
- Pharrell Williams